# Уесуги Кагекацу
Уесуги Кагекацу (1555-1623), јапански великаш и војсковођа у периоду Азучи-Момојама и периоду Едо.

## Биографија
Уесуги Кеншин, господар провинција Ечиго, Кага, Ното и Ечу и један од највећих војсковођа Сенгоку ере, умро је изненада (под сумњивим околностима) 1578. Наследио га је усвојени син Уесуги Кагетора (1552-1579), који је био седми син Хоџо Уџијасуа, господара области Канто. Међутим, Кеншинов сестрић Уесуги Кагекацу оспорио је наслеђе Кагетори и уз помоћ Такеда Кацујорија, једног од најмоћнијих великаша источног Јапана, успео је да га порази и натера да изврши сепуку (1579). Међутим, грађански рат у клану Уесуги омогућио је снагама Ода Нобунаге, које је предводио Шибата Кацује, да у периоду 1579-1582. преотму њихове поседе у западним провинцијама, а провинција Ечиго одржала се само захваљујући изненадној смрти Ода Нобунаге у храму Хоноџи.
После Нобунагине смрти, Кагекацу се помирио са његовим наследником Тојотоми Хидејошијем и борио се на његовој страни и бици код Шизугатаке (1583), бици код Комакија (1584) и опсади Одаваре (1590). Од Хидејошија је добио огромни феуд Аизу (провинција Муцу), вредан 1.200.000 кокуа, а после његове смрти ушао је у Веће пет регената (након смрти Меда Тошијеа 1599).
У пролеће 1600. определио се против хегемоније Токугава Ијејасуа и подигао је своје трупе у Аизу-у како би одвукао Токугавине снаге на исток од престонице, али је Ијејасу са главнином снага кренуо на запад и победио код Секигахаре, док се Уесуги борио са снагама његовог савезника Дате Масамунеа.
После Секигахаре потчинио се победнику, и добио је од Ијејасуа феуд Јонезава (провинција Дева) вредан 300.000 кокуа. У бици за Осаку (1615) борио се на страни шогуната Токугава.